# Immortelle du Zugzwang
Cet article utilise la notation algébrique pour décrire des coups du jeu d'échecs.
La partie immortelle du Zugzwang est une partie d'échecs jouée en mars 1923 entre Friedrich Sämisch et Aaron Nimzowitsch lors du tournoi de Copenhague qui se conclut par une situation extrêmement rare : en plein milieu de partie, tous les coups que Sämisch pouvait jouer détérioraient sa position. D'après Nimzowitsch, cette situation entre dans la définition du zugzwang, un point de vue contesté par d'autres auteurs. Le qualificatif immortelle est une référence à la partie immortelle (Anderssen-Kieseritzky, 1851).

## La partie
|   | a | b | c | d | e | f | g | h |   |
| 8 | Roi noir sur case blanche g8 · Dame noire sur case blanche d7 · Pion noir sur case noire g7 · Pion noir sur case blanche h7 · Pion noir sur case blanche a6 · Fou noir sur case noire d6 · Pion noir sur case blanche e6 · Pion noir sur case blanche d5 · Tour noire sur case blanche f5 · Pion noir sur case noire b4 · Pion blanc sur case noire d4 · Pion noir sur case blanche e4 · Fou noir sur case blanche d3 · Dame blanche sur case noire e3 · Pion blanc sur case noire g3 · Pion blanc sur case blanche h3 · Pion blanc sur case blanche a2 · Pion blanc sur case noire b2 · Fou blanc sur case noire d2 · Tour noire sur case noire f2 · Fou blanc sur case blanche g2 · Cavalier blanc sur case blanche b1 · Tour blanche sur case noire e1 · Tour blanche sur case noire g1 · Roi blanc sur case blanche h1 | Roi noir sur case blanche g8 · Dame noire sur case blanche d7 · Pion noir sur case noire g7 · Pion noir sur case blanche h7 · Pion noir sur case blanche a6 · Fou noir sur case noire d6 · Pion noir sur case blanche e6 · Pion noir sur case blanche d5 · Tour noire sur case blanche f5 · Pion noir sur case noire b4 · Pion blanc sur case noire d4 · Pion noir sur case blanche e4 · Fou noir sur case blanche d3 · Dame blanche sur case noire e3 · Pion blanc sur case noire g3 · Pion blanc sur case blanche h3 · Pion blanc sur case blanche a2 · Pion blanc sur case noire b2 · Fou blanc sur case noire d2 · Tour noire sur case noire f2 · Fou blanc sur case blanche g2 · Cavalier blanc sur case blanche b1 · Tour blanche sur case noire e1 · Tour blanche sur case noire g1 · Roi blanc sur case blanche h1 | Roi noir sur case blanche g8 · Dame noire sur case blanche d7 · Pion noir sur case noire g7 · Pion noir sur case blanche h7 · Pion noir sur case blanche a6 · Fou noir sur case noire d6 · Pion noir sur case blanche e6 · Pion noir sur case blanche d5 · Tour noire sur case blanche f5 · Pion noir sur case noire b4 · Pion blanc sur case noire d4 · Pion noir sur case blanche e4 · Fou noir sur case blanche d3 · Dame blanche sur case noire e3 · Pion blanc sur case noire g3 · Pion blanc sur case blanche h3 · Pion blanc sur case blanche a2 · Pion blanc sur case noire b2 · Fou blanc sur case noire d2 · Tour noire sur case noire f2 · Fou blanc sur case blanche g2 · Cavalier blanc sur case blanche b1 · Tour blanche sur case noire e1 · Tour blanche sur case noire g1 · Roi blanc sur case blanche h1 | Roi noir sur case blanche g8 · Dame noire sur case blanche d7 · Pion noir sur case noire g7 · Pion noir sur case blanche h7 · Pion noir sur case blanche a6 · Fou noir sur case noire d6 · Pion noir sur case blanche e6 · Pion noir sur case blanche d5 · Tour noire sur case blanche f5 · Pion noir sur case noire b4 · Pion blanc sur case noire d4 · Pion noir sur case blanche e4 · Fou noir sur case blanche d3 · Dame blanche sur case noire e3 · Pion blanc sur case noire g3 · Pion blanc sur case blanche h3 · Pion blanc sur case blanche a2 · Pion blanc sur case noire b2 · Fou blanc sur case noire d2 · Tour noire sur case noire f2 · Fou blanc sur case blanche g2 · Cavalier blanc sur case blanche b1 · Tour blanche sur case noire e1 · Tour blanche sur case noire g1 · Roi blanc sur case blanche h1 | Roi noir sur case blanche g8 · Dame noire sur case blanche d7 · Pion noir sur case noire g7 · Pion noir sur case blanche h7 · Pion noir sur case blanche a6 · Fou noir sur case noire d6 · Pion noir sur case blanche e6 · Pion noir sur case blanche d5 · Tour noire sur case blanche f5 · Pion noir sur case noire b4 · Pion blanc sur case noire d4 · Pion noir sur case blanche e4 · Fou noir sur case blanche d3 · Dame blanche sur case noire e3 · Pion blanc sur case noire g3 · Pion blanc sur case blanche h3 · Pion blanc sur case blanche a2 · Pion blanc sur case noire b2 · Fou blanc sur case noire d2 · Tour noire sur case noire f2 · Fou blanc sur case blanche g2 · Cavalier blanc sur case blanche b1 · Tour blanche sur case noire e1 · Tour blanche sur case noire g1 · Roi blanc sur case blanche h1 | Roi noir sur case blanche g8 · Dame noire sur case blanche d7 · Pion noir sur case noire g7 · Pion noir sur case blanche h7 · Pion noir sur case blanche a6 · Fou noir sur case noire d6 · Pion noir sur case blanche e6 · Pion noir sur case blanche d5 · Tour noire sur case blanche f5 · Pion noir sur case noire b4 · Pion blanc sur case noire d4 · Pion noir sur case blanche e4 · Fou noir sur case blanche d3 · Dame blanche sur case noire e3 · Pion blanc sur case noire g3 · Pion blanc sur case blanche h3 · Pion blanc sur case blanche a2 · Pion blanc sur case noire b2 · Fou blanc sur case noire d2 · Tour noire sur case noire f2 · Fou blanc sur case blanche g2 · Cavalier blanc sur case blanche b1 · Tour blanche sur case noire e1 · Tour blanche sur case noire g1 · Roi blanc sur case blanche h1 | Roi noir sur case blanche g8 · Dame noire sur case blanche d7 · Pion noir sur case noire g7 · Pion noir sur case blanche h7 · Pion noir sur case blanche a6 · Fou noir sur case noire d6 · Pion noir sur case blanche e6 · Pion noir sur case blanche d5 · Tour noire sur case blanche f5 · Pion noir sur case noire b4 · Pion blanc sur case noire d4 · Pion noir sur case blanche e4 · Fou noir sur case blanche d3 · Dame blanche sur case noire e3 · Pion blanc sur case noire g3 · Pion blanc sur case blanche h3 · Pion blanc sur case blanche a2 · Pion blanc sur case noire b2 · Fou blanc sur case noire d2 · Tour noire sur case noire f2 · Fou blanc sur case blanche g2 · Cavalier blanc sur case blanche b1 · Tour blanche sur case noire e1 · Tour blanche sur case noire g1 · Roi blanc sur case blanche h1 | Roi noir sur case blanche g8 · Dame noire sur case blanche d7 · Pion noir sur case noire g7 · Pion noir sur case blanche h7 · Pion noir sur case blanche a6 · Fou noir sur case noire d6 · Pion noir sur case blanche e6 · Pion noir sur case blanche d5 · Tour noire sur case blanche f5 · Pion noir sur case noire b4 · Pion blanc sur case noire d4 · Pion noir sur case blanche e4 · Fou noir sur case blanche d3 · Dame blanche sur case noire e3 · Pion blanc sur case noire g3 · Pion blanc sur case blanche h3 · Pion blanc sur case blanche a2 · Pion blanc sur case noire b2 · Fou blanc sur case noire d2 · Tour noire sur case noire f2 · Fou blanc sur case blanche g2 · Cavalier blanc sur case blanche b1 · Tour blanche sur case noire e1 · Tour blanche sur case noire g1 · Roi blanc sur case blanche h1 | 8 |
| 7 | Roi noir sur case blanche g8 · Dame noire sur case blanche d7 · Pion noir sur case noire g7 · Pion noir sur case blanche h7 · Pion noir sur case blanche a6 · Fou noir sur case noire d6 · Pion noir sur case blanche e6 · Pion noir sur case blanche d5 · Tour noire sur case blanche f5 · Pion noir sur case noire b4 · Pion blanc sur case noire d4 · Pion noir sur case blanche e4 · Fou noir sur case blanche d3 · Dame blanche sur case noire e3 · Pion blanc sur case noire g3 · Pion blanc sur case blanche h3 · Pion blanc sur case blanche a2 · Pion blanc sur case noire b2 · Fou blanc sur case noire d2 · Tour noire sur case noire f2 · Fou blanc sur case blanche g2 · Cavalier blanc sur case blanche b1 · Tour blanche sur case noire e1 · Tour blanche sur case noire g1 · Roi blanc sur case blanche h1 | Roi noir sur case blanche g8 · Dame noire sur case blanche d7 · Pion noir sur case noire g7 · Pion noir sur case blanche h7 · Pion noir sur case blanche a6 · Fou noir sur case noire d6 · Pion noir sur case blanche e6 · Pion noir sur case blanche d5 · Tour noire sur case blanche f5 · Pion noir sur case noire b4 · Pion blanc sur case noire d4 · Pion noir sur case blanche e4 · Fou noir sur case blanche d3 · Dame blanche sur case noire e3 · Pion blanc sur case noire g3 · Pion blanc sur case blanche h3 · Pion blanc sur case blanche a2 · Pion blanc sur case noire b2 · Fou blanc sur case noire d2 · Tour noire sur case noire f2 · Fou blanc sur case blanche g2 · Cavalier blanc sur case blanche b1 · Tour blanche sur case noire e1 · Tour blanche sur case noire g1 · Roi blanc sur case blanche h1 | Roi noir sur case blanche g8 · Dame noire sur case blanche d7 · Pion noir sur case noire g7 · Pion noir sur case blanche h7 · Pion noir sur case blanche a6 · Fou noir sur case noire d6 · Pion noir sur case blanche e6 · Pion noir sur case blanche d5 · Tour noire sur case blanche f5 · Pion noir sur case noire b4 · Pion blanc sur case noire d4 · Pion noir sur case blanche e4 · Fou noir sur case blanche d3 · Dame blanche sur case noire e3 · Pion blanc sur case noire g3 · Pion blanc sur case blanche h3 · Pion blanc sur case blanche a2 · Pion blanc sur case noire b2 · Fou blanc sur case noire d2 · Tour noire sur case noire f2 · Fou blanc sur case blanche g2 · Cavalier blanc sur case blanche b1 · Tour blanche sur case noire e1 · Tour blanche sur case noire g1 · Roi blanc sur case blanche h1 | Roi noir sur case blanche g8 · Dame noire sur case blanche d7 · Pion noir sur case noire g7 · Pion noir sur case blanche h7 · Pion noir sur case blanche a6 · Fou noir sur case noire d6 · Pion noir sur case blanche e6 · Pion noir sur case blanche d5 · Tour noire sur case blanche f5 · Pion noir sur case noire b4 · Pion blanc sur case noire d4 · Pion noir sur case blanche e4 · Fou noir sur case blanche d3 · Dame blanche sur case noire e3 · Pion blanc sur case noire g3 · Pion blanc sur case blanche h3 · Pion blanc sur case blanche a2 · Pion blanc sur case noire b2 · Fou blanc sur case noire d2 · Tour noire sur case noire f2 · Fou blanc sur case blanche g2 · Cavalier blanc sur case blanche b1 · Tour blanche sur case noire e1 · Tour blanche sur case noire g1 · Roi blanc sur case blanche h1 | Roi noir sur case blanche g8 · Dame noire sur case blanche d7 · Pion noir sur case noire g7 · Pion noir sur case blanche h7 · Pion noir sur case blanche a6 · Fou noir sur case noire d6 · Pion noir sur case blanche e6 · Pion noir sur case blanche d5 · Tour noire sur case blanche f5 · Pion noir sur case noire b4 · Pion blanc sur case noire d4 · Pion noir sur case blanche e4 · Fou noir sur case blanche d3 · Dame blanche sur case noire e3 · Pion blanc sur case noire g3 · Pion blanc sur case blanche h3 · Pion blanc sur case blanche a2 · Pion blanc sur case noire b2 · Fou blanc sur case noire d2 · Tour noire sur case noire f2 · Fou blanc sur case blanche g2 · Cavalier blanc sur case blanche b1 · Tour blanche sur case noire e1 · Tour blanche sur case noire g1 · Roi blanc sur case blanche h1 | Roi noir sur case blanche g8 · Dame noire sur case blanche d7 · Pion noir sur case noire g7 · Pion noir sur case blanche h7 · Pion noir sur case blanche a6 · Fou noir sur case noire d6 · Pion noir sur case blanche e6 · Pion noir sur case blanche d5 · Tour noire sur case blanche f5 · Pion noir sur case noire b4 · Pion blanc sur case noire d4 · Pion noir sur case blanche e4 · Fou noir sur case blanche d3 · Dame blanche sur case noire e3 · Pion blanc sur case noire g3 · Pion blanc sur case blanche h3 · Pion blanc sur case blanche a2 · Pion blanc sur case noire b2 · Fou blanc sur case noire d2 · Tour noire sur case noire f2 · Fou blanc sur case blanche g2 · Cavalier blanc sur case blanche b1 · Tour blanche sur case noire e1 · Tour blanche sur case noire g1 · Roi blanc sur case blanche h1 | Roi noir sur case blanche g8 · Dame noire sur case blanche d7 · Pion noir sur case noire g7 · Pion noir sur case blanche h7 · Pion noir sur case blanche a6 · Fou noir sur case noire d6 · Pion noir sur case blanche e6 · Pion noir sur case blanche d5 · Tour noire sur case blanche f5 · Pion noir sur case noire b4 · Pion blanc sur case noire d4 · Pion noir sur case blanche e4 · Fou noir sur case blanche d3 · Dame blanche sur case noire e3 · Pion blanc sur case noire g3 · Pion blanc sur case blanche h3 · Pion blanc sur case blanche a2 · Pion blanc sur case noire b2 · Fou blanc sur case noire d2 · Tour noire sur case noire f2 · Fou blanc sur case blanche g2 · Cavalier blanc sur case blanche b1 · Tour blanche sur case noire e1 · Tour blanche sur case noire g1 · Roi blanc sur case blanche h1 | Roi noir sur case blanche g8 · Dame noire sur case blanche d7 · Pion noir sur case noire g7 · Pion noir sur case blanche h7 · Pion noir sur case blanche a6 · Fou noir sur case noire d6 · Pion noir sur case blanche e6 · Pion noir sur case blanche d5 · Tour noire sur case blanche f5 · Pion noir sur case noire b4 · Pion blanc sur case noire d4 · Pion noir sur case blanche e4 · Fou noir sur case blanche d3 · Dame blanche sur case noire e3 · Pion blanc sur case noire g3 · Pion blanc sur case blanche h3 · Pion blanc sur case blanche a2 · Pion blanc sur case noire b2 · Fou blanc sur case noire d2 · Tour noire sur case noire f2 · Fou blanc sur case blanche g2 · Cavalier blanc sur case blanche b1 · Tour blanche sur case noire e1 · Tour blanche sur case noire g1 · Roi blanc sur case blanche h1 | 7 |
| 6 | Roi noir sur case blanche g8 · Dame noire sur case blanche d7 · Pion noir sur case noire g7 · Pion noir sur case blanche h7 · Pion noir sur case blanche a6 · Fou noir sur case noire d6 · Pion noir sur case blanche e6 · Pion noir sur case blanche d5 · Tour noire sur case blanche f5 · Pion noir sur case noire b4 · Pion blanc sur case noire d4 · Pion noir sur case blanche e4 · Fou noir sur case blanche d3 · Dame blanche sur case noire e3 · Pion blanc sur case noire g3 · Pion blanc sur case blanche h3 · Pion blanc sur case blanche a2 · Pion blanc sur case noire b2 · Fou blanc sur case noire d2 · Tour noire sur case noire f2 · Fou blanc sur case blanche g2 · Cavalier blanc sur case blanche b1 · Tour blanche sur case noire e1 · Tour blanche sur case noire g1 · Roi blanc sur case blanche h1 | Roi noir sur case blanche g8 · Dame noire sur case blanche d7 · Pion noir sur case noire g7 · Pion noir sur case blanche h7 · Pion noir sur case blanche a6 · Fou noir sur case noire d6 · Pion noir sur case blanche e6 · Pion noir sur case blanche d5 · Tour noire sur case blanche f5 · Pion noir sur case noire b4 · Pion blanc sur case noire d4 · Pion noir sur case blanche e4 · Fou noir sur case blanche d3 · Dame blanche sur case noire e3 · Pion blanc sur case noire g3 · Pion blanc sur case blanche h3 · Pion blanc sur case blanche a2 · Pion blanc sur case noire b2 · Fou blanc sur case noire d2 · Tour noire sur case noire f2 · Fou blanc sur case blanche g2 · Cavalier blanc sur case blanche b1 · Tour blanche sur case noire e1 · Tour blanche sur case noire g1 · Roi blanc sur case blanche h1 | Roi noir sur case blanche g8 · Dame noire sur case blanche d7 · Pion noir sur case noire g7 · Pion noir sur case blanche h7 · Pion noir sur case blanche a6 · Fou noir sur case noire d6 · Pion noir sur case blanche e6 · Pion noir sur case blanche d5 · Tour noire sur case blanche f5 · Pion noir sur case noire b4 · Pion blanc sur case noire d4 · Pion noir sur case blanche e4 · Fou noir sur case blanche d3 · Dame blanche sur case noire e3 · Pion blanc sur case noire g3 · Pion blanc sur case blanche h3 · Pion blanc sur case blanche a2 · Pion blanc sur case noire b2 · Fou blanc sur case noire d2 · Tour noire sur case noire f2 · Fou blanc sur case blanche g2 · Cavalier blanc sur case blanche b1 · Tour blanche sur case noire e1 · Tour blanche sur case noire g1 · Roi blanc sur case blanche h1 | Roi noir sur case blanche g8 · Dame noire sur case blanche d7 · Pion noir sur case noire g7 · Pion noir sur case blanche h7 · Pion noir sur case blanche a6 · Fou noir sur case noire d6 · Pion noir sur case blanche e6 · Pion noir sur case blanche d5 · Tour noire sur case blanche f5 · Pion noir sur case noire b4 · Pion blanc sur case noire d4 · Pion noir sur case blanche e4 · Fou noir sur case blanche d3 · Dame blanche sur case noire e3 · Pion blanc sur case noire g3 · Pion blanc sur case blanche h3 · Pion blanc sur case blanche a2 · Pion blanc sur case noire b2 · Fou blanc sur case noire d2 · Tour noire sur case noire f2 · Fou blanc sur case blanche g2 · Cavalier blanc sur case blanche b1 · Tour blanche sur case noire e1 · Tour blanche sur case noire g1 · Roi blanc sur case blanche h1 | Roi noir sur case blanche g8 · Dame noire sur case blanche d7 · Pion noir sur case noire g7 · Pion noir sur case blanche h7 · Pion noir sur case blanche a6 · Fou noir sur case noire d6 · Pion noir sur case blanche e6 · Pion noir sur case blanche d5 · Tour noire sur case blanche f5 · Pion noir sur case noire b4 · Pion blanc sur case noire d4 · Pion noir sur case blanche e4 · Fou noir sur case blanche d3 · Dame blanche sur case noire e3 · Pion blanc sur case noire g3 · Pion blanc sur case blanche h3 · Pion blanc sur case blanche a2 · Pion blanc sur case noire b2 · Fou blanc sur case noire d2 · Tour noire sur case noire f2 · Fou blanc sur case blanche g2 · Cavalier blanc sur case blanche b1 · Tour blanche sur case noire e1 · Tour blanche sur case noire g1 · Roi blanc sur case blanche h1 | Roi noir sur case blanche g8 · Dame noire sur case blanche d7 · Pion noir sur case noire g7 · Pion noir sur case blanche h7 · Pion noir sur case blanche a6 · Fou noir sur case noire d6 · Pion noir sur case blanche e6 · Pion noir sur case blanche d5 · Tour noire sur case blanche f5 · Pion noir sur case noire b4 · Pion blanc sur case noire d4 · Pion noir sur case blanche e4 · Fou noir sur case blanche d3 · Dame blanche sur case noire e3 · Pion blanc sur case noire g3 · Pion blanc sur case blanche h3 · Pion blanc sur case blanche a2 · Pion blanc sur case noire b2 · Fou blanc sur case noire d2 · Tour noire sur case noire f2 · Fou blanc sur case blanche g2 · Cavalier blanc sur case blanche b1 · Tour blanche sur case noire e1 · Tour blanche sur case noire g1 · Roi blanc sur case blanche h1 | Roi noir sur case blanche g8 · Dame noire sur case blanche d7 · Pion noir sur case noire g7 · Pion noir sur case blanche h7 · Pion noir sur case blanche a6 · Fou noir sur case noire d6 · Pion noir sur case blanche e6 · Pion noir sur case blanche d5 · Tour noire sur case blanche f5 · Pion noir sur case noire b4 · Pion blanc sur case noire d4 · Pion noir sur case blanche e4 · Fou noir sur case blanche d3 · Dame blanche sur case noire e3 · Pion blanc sur case noire g3 · Pion blanc sur case blanche h3 · Pion blanc sur case blanche a2 · Pion blanc sur case noire b2 · Fou blanc sur case noire d2 · Tour noire sur case noire f2 · Fou blanc sur case blanche g2 · Cavalier blanc sur case blanche b1 · Tour blanche sur case noire e1 · Tour blanche sur case noire g1 · Roi blanc sur case blanche h1 | Roi noir sur case blanche g8 · Dame noire sur case blanche d7 · Pion noir sur case noire g7 · Pion noir sur case blanche h7 · Pion noir sur case blanche a6 · Fou noir sur case noire d6 · Pion noir sur case blanche e6 · Pion noir sur case blanche d5 · Tour noire sur case blanche f5 · Pion noir sur case noire b4 · Pion blanc sur case noire d4 · Pion noir sur case blanche e4 · Fou noir sur case blanche d3 · Dame blanche sur case noire e3 · Pion blanc sur case noire g3 · Pion blanc sur case blanche h3 · Pion blanc sur case blanche a2 · Pion blanc sur case noire b2 · Fou blanc sur case noire d2 · Tour noire sur case noire f2 · Fou blanc sur case blanche g2 · Cavalier blanc sur case blanche b1 · Tour blanche sur case noire e1 · Tour blanche sur case noire g1 · Roi blanc sur case blanche h1 | 6 |
| 5 | Roi noir sur case blanche g8 · Dame noire sur case blanche d7 · Pion noir sur case noire g7 · Pion noir sur case blanche h7 · Pion noir sur case blanche a6 · Fou noir sur case noire d6 · Pion noir sur case blanche e6 · Pion noir sur case blanche d5 · Tour noire sur case blanche f5 · Pion noir sur case noire b4 · Pion blanc sur case noire d4 · Pion noir sur case blanche e4 · Fou noir sur case blanche d3 · Dame blanche sur case noire e3 · Pion blanc sur case noire g3 · Pion blanc sur case blanche h3 · Pion blanc sur case blanche a2 · Pion blanc sur case noire b2 · Fou blanc sur case noire d2 · Tour noire sur case noire f2 · Fou blanc sur case blanche g2 · Cavalier blanc sur case blanche b1 · Tour blanche sur case noire e1 · Tour blanche sur case noire g1 · Roi blanc sur case blanche h1 | Roi noir sur case blanche g8 · Dame noire sur case blanche d7 · Pion noir sur case noire g7 · Pion noir sur case blanche h7 · Pion noir sur case blanche a6 · Fou noir sur case noire d6 · Pion noir sur case blanche e6 · Pion noir sur case blanche d5 · Tour noire sur case blanche f5 · Pion noir sur case noire b4 · Pion blanc sur case noire d4 · Pion noir sur case blanche e4 · Fou noir sur case blanche d3 · Dame blanche sur case noire e3 · Pion blanc sur case noire g3 · Pion blanc sur case blanche h3 · Pion blanc sur case blanche a2 · Pion blanc sur case noire b2 · Fou blanc sur case noire d2 · Tour noire sur case noire f2 · Fou blanc sur case blanche g2 · Cavalier blanc sur case blanche b1 · Tour blanche sur case noire e1 · Tour blanche sur case noire g1 · Roi blanc sur case blanche h1 | Roi noir sur case blanche g8 · Dame noire sur case blanche d7 · Pion noir sur case noire g7 · Pion noir sur case blanche h7 · Pion noir sur case blanche a6 · Fou noir sur case noire d6 · Pion noir sur case blanche e6 · Pion noir sur case blanche d5 · Tour noire sur case blanche f5 · Pion noir sur case noire b4 · Pion blanc sur case noire d4 · Pion noir sur case blanche e4 · Fou noir sur case blanche d3 · Dame blanche sur case noire e3 · Pion blanc sur case noire g3 · Pion blanc sur case blanche h3 · Pion blanc sur case blanche a2 · Pion blanc sur case noire b2 · Fou blanc sur case noire d2 · Tour noire sur case noire f2 · Fou blanc sur case blanche g2 · Cavalier blanc sur case blanche b1 · Tour blanche sur case noire e1 · Tour blanche sur case noire g1 · Roi blanc sur case blanche h1 | Roi noir sur case blanche g8 · Dame noire sur case blanche d7 · Pion noir sur case noire g7 · Pion noir sur case blanche h7 · Pion noir sur case blanche a6 · Fou noir sur case noire d6 · Pion noir sur case blanche e6 · Pion noir sur case blanche d5 · Tour noire sur case blanche f5 · Pion noir sur case noire b4 · Pion blanc sur case noire d4 · Pion noir sur case blanche e4 · Fou noir sur case blanche d3 · Dame blanche sur case noire e3 · Pion blanc sur case noire g3 · Pion blanc sur case blanche h3 · Pion blanc sur case blanche a2 · Pion blanc sur case noire b2 · Fou blanc sur case noire d2 · Tour noire sur case noire f2 · Fou blanc sur case blanche g2 · Cavalier blanc sur case blanche b1 · Tour blanche sur case noire e1 · Tour blanche sur case noire g1 · Roi blanc sur case blanche h1 | Roi noir sur case blanche g8 · Dame noire sur case blanche d7 · Pion noir sur case noire g7 · Pion noir sur case blanche h7 · Pion noir sur case blanche a6 · Fou noir sur case noire d6 · Pion noir sur case blanche e6 · Pion noir sur case blanche d5 · Tour noire sur case blanche f5 · Pion noir sur case noire b4 · Pion blanc sur case noire d4 · Pion noir sur case blanche e4 · Fou noir sur case blanche d3 · Dame blanche sur case noire e3 · Pion blanc sur case noire g3 · Pion blanc sur case blanche h3 · Pion blanc sur case blanche a2 · Pion blanc sur case noire b2 · Fou blanc sur case noire d2 · Tour noire sur case noire f2 · Fou blanc sur case blanche g2 · Cavalier blanc sur case blanche b1 · Tour blanche sur case noire e1 · Tour blanche sur case noire g1 · Roi blanc sur case blanche h1 | Roi noir sur case blanche g8 · Dame noire sur case blanche d7 · Pion noir sur case noire g7 · Pion noir sur case blanche h7 · Pion noir sur case blanche a6 · Fou noir sur case noire d6 · Pion noir sur case blanche e6 · Pion noir sur case blanche d5 · Tour noire sur case blanche f5 · Pion noir sur case noire b4 · Pion blanc sur case noire d4 · Pion noir sur case blanche e4 · Fou noir sur case blanche d3 · Dame blanche sur case noire e3 · Pion blanc sur case noire g3 · Pion blanc sur case blanche h3 · Pion blanc sur case blanche a2 · Pion blanc sur case noire b2 · Fou blanc sur case noire d2 · Tour noire sur case noire f2 · Fou blanc sur case blanche g2 · Cavalier blanc sur case blanche b1 · Tour blanche sur case noire e1 · Tour blanche sur case noire g1 · Roi blanc sur case blanche h1 | Roi noir sur case blanche g8 · Dame noire sur case blanche d7 · Pion noir sur case noire g7 · Pion noir sur case blanche h7 · Pion noir sur case blanche a6 · Fou noir sur case noire d6 · Pion noir sur case blanche e6 · Pion noir sur case blanche d5 · Tour noire sur case blanche f5 · Pion noir sur case noire b4 · Pion blanc sur case noire d4 · Pion noir sur case blanche e4 · Fou noir sur case blanche d3 · Dame blanche sur case noire e3 · Pion blanc sur case noire g3 · Pion blanc sur case blanche h3 · Pion blanc sur case blanche a2 · Pion blanc sur case noire b2 · Fou blanc sur case noire d2 · Tour noire sur case noire f2 · Fou blanc sur case blanche g2 · Cavalier blanc sur case blanche b1 · Tour blanche sur case noire e1 · Tour blanche sur case noire g1 · Roi blanc sur case blanche h1 | Roi noir sur case blanche g8 · Dame noire sur case blanche d7 · Pion noir sur case noire g7 · Pion noir sur case blanche h7 · Pion noir sur case blanche a6 · Fou noir sur case noire d6 · Pion noir sur case blanche e6 · Pion noir sur case blanche d5 · Tour noire sur case blanche f5 · Pion noir sur case noire b4 · Pion blanc sur case noire d4 · Pion noir sur case blanche e4 · Fou noir sur case blanche d3 · Dame blanche sur case noire e3 · Pion blanc sur case noire g3 · Pion blanc sur case blanche h3 · Pion blanc sur case blanche a2 · Pion blanc sur case noire b2 · Fou blanc sur case noire d2 · Tour noire sur case noire f2 · Fou blanc sur case blanche g2 · Cavalier blanc sur case blanche b1 · Tour blanche sur case noire e1 · Tour blanche sur case noire g1 · Roi blanc sur case blanche h1 | 5 |
| 4 | Roi noir sur case blanche g8 · Dame noire sur case blanche d7 · Pion noir sur case noire g7 · Pion noir sur case blanche h7 · Pion noir sur case blanche a6 · Fou noir sur case noire d6 · Pion noir sur case blanche e6 · Pion noir sur case blanche d5 · Tour noire sur case blanche f5 · Pion noir sur case noire b4 · Pion blanc sur case noire d4 · Pion noir sur case blanche e4 · Fou noir sur case blanche d3 · Dame blanche sur case noire e3 · Pion blanc sur case noire g3 · Pion blanc sur case blanche h3 · Pion blanc sur case blanche a2 · Pion blanc sur case noire b2 · Fou blanc sur case noire d2 · Tour noire sur case noire f2 · Fou blanc sur case blanche g2 · Cavalier blanc sur case blanche b1 · Tour blanche sur case noire e1 · Tour blanche sur case noire g1 · Roi blanc sur case blanche h1 | Roi noir sur case blanche g8 · Dame noire sur case blanche d7 · Pion noir sur case noire g7 · Pion noir sur case blanche h7 · Pion noir sur case blanche a6 · Fou noir sur case noire d6 · Pion noir sur case blanche e6 · Pion noir sur case blanche d5 · Tour noire sur case blanche f5 · Pion noir sur case noire b4 · Pion blanc sur case noire d4 · Pion noir sur case blanche e4 · Fou noir sur case blanche d3 · Dame blanche sur case noire e3 · Pion blanc sur case noire g3 · Pion blanc sur case blanche h3 · Pion blanc sur case blanche a2 · Pion blanc sur case noire b2 · Fou blanc sur case noire d2 · Tour noire sur case noire f2 · Fou blanc sur case blanche g2 · Cavalier blanc sur case blanche b1 · Tour blanche sur case noire e1 · Tour blanche sur case noire g1 · Roi blanc sur case blanche h1 | Roi noir sur case blanche g8 · Dame noire sur case blanche d7 · Pion noir sur case noire g7 · Pion noir sur case blanche h7 · Pion noir sur case blanche a6 · Fou noir sur case noire d6 · Pion noir sur case blanche e6 · Pion noir sur case blanche d5 · Tour noire sur case blanche f5 · Pion noir sur case noire b4 · Pion blanc sur case noire d4 · Pion noir sur case blanche e4 · Fou noir sur case blanche d3 · Dame blanche sur case noire e3 · Pion blanc sur case noire g3 · Pion blanc sur case blanche h3 · Pion blanc sur case blanche a2 · Pion blanc sur case noire b2 · Fou blanc sur case noire d2 · Tour noire sur case noire f2 · Fou blanc sur case blanche g2 · Cavalier blanc sur case blanche b1 · Tour blanche sur case noire e1 · Tour blanche sur case noire g1 · Roi blanc sur case blanche h1 | Roi noir sur case blanche g8 · Dame noire sur case blanche d7 · Pion noir sur case noire g7 · Pion noir sur case blanche h7 · Pion noir sur case blanche a6 · Fou noir sur case noire d6 · Pion noir sur case blanche e6 · Pion noir sur case blanche d5 · Tour noire sur case blanche f5 · Pion noir sur case noire b4 · Pion blanc sur case noire d4 · Pion noir sur case blanche e4 · Fou noir sur case blanche d3 · Dame blanche sur case noire e3 · Pion blanc sur case noire g3 · Pion blanc sur case blanche h3 · Pion blanc sur case blanche a2 · Pion blanc sur case noire b2 · Fou blanc sur case noire d2 · Tour noire sur case noire f2 · Fou blanc sur case blanche g2 · Cavalier blanc sur case blanche b1 · Tour blanche sur case noire e1 · Tour blanche sur case noire g1 · Roi blanc sur case blanche h1 | Roi noir sur case blanche g8 · Dame noire sur case blanche d7 · Pion noir sur case noire g7 · Pion noir sur case blanche h7 · Pion noir sur case blanche a6 · Fou noir sur case noire d6 · Pion noir sur case blanche e6 · Pion noir sur case blanche d5 · Tour noire sur case blanche f5 · Pion noir sur case noire b4 · Pion blanc sur case noire d4 · Pion noir sur case blanche e4 · Fou noir sur case blanche d3 · Dame blanche sur case noire e3 · Pion blanc sur case noire g3 · Pion blanc sur case blanche h3 · Pion blanc sur case blanche a2 · Pion blanc sur case noire b2 · Fou blanc sur case noire d2 · Tour noire sur case noire f2 · Fou blanc sur case blanche g2 · Cavalier blanc sur case blanche b1 · Tour blanche sur case noire e1 · Tour blanche sur case noire g1 · Roi blanc sur case blanche h1 | Roi noir sur case blanche g8 · Dame noire sur case blanche d7 · Pion noir sur case noire g7 · Pion noir sur case blanche h7 · Pion noir sur case blanche a6 · Fou noir sur case noire d6 · Pion noir sur case blanche e6 · Pion noir sur case blanche d5 · Tour noire sur case blanche f5 · Pion noir sur case noire b4 · Pion blanc sur case noire d4 · Pion noir sur case blanche e4 · Fou noir sur case blanche d3 · Dame blanche sur case noire e3 · Pion blanc sur case noire g3 · Pion blanc sur case blanche h3 · Pion blanc sur case blanche a2 · Pion blanc sur case noire b2 · Fou blanc sur case noire d2 · Tour noire sur case noire f2 · Fou blanc sur case blanche g2 · Cavalier blanc sur case blanche b1 · Tour blanche sur case noire e1 · Tour blanche sur case noire g1 · Roi blanc sur case blanche h1 | Roi noir sur case blanche g8 · Dame noire sur case blanche d7 · Pion noir sur case noire g7 · Pion noir sur case blanche h7 · Pion noir sur case blanche a6 · Fou noir sur case noire d6 · Pion noir sur case blanche e6 · Pion noir sur case blanche d5 · Tour noire sur case blanche f5 · Pion noir sur case noire b4 · Pion blanc sur case noire d4 · Pion noir sur case blanche e4 · Fou noir sur case blanche d3 · Dame blanche sur case noire e3 · Pion blanc sur case noire g3 · Pion blanc sur case blanche h3 · Pion blanc sur case blanche a2 · Pion blanc sur case noire b2 · Fou blanc sur case noire d2 · Tour noire sur case noire f2 · Fou blanc sur case blanche g2 · Cavalier blanc sur case blanche b1 · Tour blanche sur case noire e1 · Tour blanche sur case noire g1 · Roi blanc sur case blanche h1 | Roi noir sur case blanche g8 · Dame noire sur case blanche d7 · Pion noir sur case noire g7 · Pion noir sur case blanche h7 · Pion noir sur case blanche a6 · Fou noir sur case noire d6 · Pion noir sur case blanche e6 · Pion noir sur case blanche d5 · Tour noire sur case blanche f5 · Pion noir sur case noire b4 · Pion blanc sur case noire d4 · Pion noir sur case blanche e4 · Fou noir sur case blanche d3 · Dame blanche sur case noire e3 · Pion blanc sur case noire g3 · Pion blanc sur case blanche h3 · Pion blanc sur case blanche a2 · Pion blanc sur case noire b2 · Fou blanc sur case noire d2 · Tour noire sur case noire f2 · Fou blanc sur case blanche g2 · Cavalier blanc sur case blanche b1 · Tour blanche sur case noire e1 · Tour blanche sur case noire g1 · Roi blanc sur case blanche h1 | 4 |
| 3 | Roi noir sur case blanche g8 · Dame noire sur case blanche d7 · Pion noir sur case noire g7 · Pion noir sur case blanche h7 · Pion noir sur case blanche a6 · Fou noir sur case noire d6 · Pion noir sur case blanche e6 · Pion noir sur case blanche d5 · Tour noire sur case blanche f5 · Pion noir sur case noire b4 · Pion blanc sur case noire d4 · Pion noir sur case blanche e4 · Fou noir sur case blanche d3 · Dame blanche sur case noire e3 · Pion blanc sur case noire g3 · Pion blanc sur case blanche h3 · Pion blanc sur case blanche a2 · Pion blanc sur case noire b2 · Fou blanc sur case noire d2 · Tour noire sur case noire f2 · Fou blanc sur case blanche g2 · Cavalier blanc sur case blanche b1 · Tour blanche sur case noire e1 · Tour blanche sur case noire g1 · Roi blanc sur case blanche h1 | Roi noir sur case blanche g8 · Dame noire sur case blanche d7 · Pion noir sur case noire g7 · Pion noir sur case blanche h7 · Pion noir sur case blanche a6 · Fou noir sur case noire d6 · Pion noir sur case blanche e6 · Pion noir sur case blanche d5 · Tour noire sur case blanche f5 · Pion noir sur case noire b4 · Pion blanc sur case noire d4 · Pion noir sur case blanche e4 · Fou noir sur case blanche d3 · Dame blanche sur case noire e3 · Pion blanc sur case noire g3 · Pion blanc sur case blanche h3 · Pion blanc sur case blanche a2 · Pion blanc sur case noire b2 · Fou blanc sur case noire d2 · Tour noire sur case noire f2 · Fou blanc sur case blanche g2 · Cavalier blanc sur case blanche b1 · Tour blanche sur case noire e1 · Tour blanche sur case noire g1 · Roi blanc sur case blanche h1 | Roi noir sur case blanche g8 · Dame noire sur case blanche d7 · Pion noir sur case noire g7 · Pion noir sur case blanche h7 · Pion noir sur case blanche a6 · Fou noir sur case noire d6 · Pion noir sur case blanche e6 · Pion noir sur case blanche d5 · Tour noire sur case blanche f5 · Pion noir sur case noire b4 · Pion blanc sur case noire d4 · Pion noir sur case blanche e4 · Fou noir sur case blanche d3 · Dame blanche sur case noire e3 · Pion blanc sur case noire g3 · Pion blanc sur case blanche h3 · Pion blanc sur case blanche a2 · Pion blanc sur case noire b2 · Fou blanc sur case noire d2 · Tour noire sur case noire f2 · Fou blanc sur case blanche g2 · Cavalier blanc sur case blanche b1 · Tour blanche sur case noire e1 · Tour blanche sur case noire g1 · Roi blanc sur case blanche h1 | Roi noir sur case blanche g8 · Dame noire sur case blanche d7 · Pion noir sur case noire g7 · Pion noir sur case blanche h7 · Pion noir sur case blanche a6 · Fou noir sur case noire d6 · Pion noir sur case blanche e6 · Pion noir sur case blanche d5 · Tour noire sur case blanche f5 · Pion noir sur case noire b4 · Pion blanc sur case noire d4 · Pion noir sur case blanche e4 · Fou noir sur case blanche d3 · Dame blanche sur case noire e3 · Pion blanc sur case noire g3 · Pion blanc sur case blanche h3 · Pion blanc sur case blanche a2 · Pion blanc sur case noire b2 · Fou blanc sur case noire d2 · Tour noire sur case noire f2 · Fou blanc sur case blanche g2 · Cavalier blanc sur case blanche b1 · Tour blanche sur case noire e1 · Tour blanche sur case noire g1 · Roi blanc sur case blanche h1 | Roi noir sur case blanche g8 · Dame noire sur case blanche d7 · Pion noir sur case noire g7 · Pion noir sur case blanche h7 · Pion noir sur case blanche a6 · Fou noir sur case noire d6 · Pion noir sur case blanche e6 · Pion noir sur case blanche d5 · Tour noire sur case blanche f5 · Pion noir sur case noire b4 · Pion blanc sur case noire d4 · Pion noir sur case blanche e4 · Fou noir sur case blanche d3 · Dame blanche sur case noire e3 · Pion blanc sur case noire g3 · Pion blanc sur case blanche h3 · Pion blanc sur case blanche a2 · Pion blanc sur case noire b2 · Fou blanc sur case noire d2 · Tour noire sur case noire f2 · Fou blanc sur case blanche g2 · Cavalier blanc sur case blanche b1 · Tour blanche sur case noire e1 · Tour blanche sur case noire g1 · Roi blanc sur case blanche h1 | Roi noir sur case blanche g8 · Dame noire sur case blanche d7 · Pion noir sur case noire g7 · Pion noir sur case blanche h7 · Pion noir sur case blanche a6 · Fou noir sur case noire d6 · Pion noir sur case blanche e6 · Pion noir sur case blanche d5 · Tour noire sur case blanche f5 · Pion noir sur case noire b4 · Pion blanc sur case noire d4 · Pion noir sur case blanche e4 · Fou noir sur case blanche d3 · Dame blanche sur case noire e3 · Pion blanc sur case noire g3 · Pion blanc sur case blanche h3 · Pion blanc sur case blanche a2 · Pion blanc sur case noire b2 · Fou blanc sur case noire d2 · Tour noire sur case noire f2 · Fou blanc sur case blanche g2 · Cavalier blanc sur case blanche b1 · Tour blanche sur case noire e1 · Tour blanche sur case noire g1 · Roi blanc sur case blanche h1 | Roi noir sur case blanche g8 · Dame noire sur case blanche d7 · Pion noir sur case noire g7 · Pion noir sur case blanche h7 · Pion noir sur case blanche a6 · Fou noir sur case noire d6 · Pion noir sur case blanche e6 · Pion noir sur case blanche d5 · Tour noire sur case blanche f5 · Pion noir sur case noire b4 · Pion blanc sur case noire d4 · Pion noir sur case blanche e4 · Fou noir sur case blanche d3 · Dame blanche sur case noire e3 · Pion blanc sur case noire g3 · Pion blanc sur case blanche h3 · Pion blanc sur case blanche a2 · Pion blanc sur case noire b2 · Fou blanc sur case noire d2 · Tour noire sur case noire f2 · Fou blanc sur case blanche g2 · Cavalier blanc sur case blanche b1 · Tour blanche sur case noire e1 · Tour blanche sur case noire g1 · Roi blanc sur case blanche h1 | Roi noir sur case blanche g8 · Dame noire sur case blanche d7 · Pion noir sur case noire g7 · Pion noir sur case blanche h7 · Pion noir sur case blanche a6 · Fou noir sur case noire d6 · Pion noir sur case blanche e6 · Pion noir sur case blanche d5 · Tour noire sur case blanche f5 · Pion noir sur case noire b4 · Pion blanc sur case noire d4 · Pion noir sur case blanche e4 · Fou noir sur case blanche d3 · Dame blanche sur case noire e3 · Pion blanc sur case noire g3 · Pion blanc sur case blanche h3 · Pion blanc sur case blanche a2 · Pion blanc sur case noire b2 · Fou blanc sur case noire d2 · Tour noire sur case noire f2 · Fou blanc sur case blanche g2 · Cavalier blanc sur case blanche b1 · Tour blanche sur case noire e1 · Tour blanche sur case noire g1 · Roi blanc sur case blanche h1 | 3 |
| 2 | Roi noir sur case blanche g8 · Dame noire sur case blanche d7 · Pion noir sur case noire g7 · Pion noir sur case blanche h7 · Pion noir sur case blanche a6 · Fou noir sur case noire d6 · Pion noir sur case blanche e6 · Pion noir sur case blanche d5 · Tour noire sur case blanche f5 · Pion noir sur case noire b4 · Pion blanc sur case noire d4 · Pion noir sur case blanche e4 · Fou noir sur case blanche d3 · Dame blanche sur case noire e3 · Pion blanc sur case noire g3 · Pion blanc sur case blanche h3 · Pion blanc sur case blanche a2 · Pion blanc sur case noire b2 · Fou blanc sur case noire d2 · Tour noire sur case noire f2 · Fou blanc sur case blanche g2 · Cavalier blanc sur case blanche b1 · Tour blanche sur case noire e1 · Tour blanche sur case noire g1 · Roi blanc sur case blanche h1 | Roi noir sur case blanche g8 · Dame noire sur case blanche d7 · Pion noir sur case noire g7 · Pion noir sur case blanche h7 · Pion noir sur case blanche a6 · Fou noir sur case noire d6 · Pion noir sur case blanche e6 · Pion noir sur case blanche d5 · Tour noire sur case blanche f5 · Pion noir sur case noire b4 · Pion blanc sur case noire d4 · Pion noir sur case blanche e4 · Fou noir sur case blanche d3 · Dame blanche sur case noire e3 · Pion blanc sur case noire g3 · Pion blanc sur case blanche h3 · Pion blanc sur case blanche a2 · Pion blanc sur case noire b2 · Fou blanc sur case noire d2 · Tour noire sur case noire f2 · Fou blanc sur case blanche g2 · Cavalier blanc sur case blanche b1 · Tour blanche sur case noire e1 · Tour blanche sur case noire g1 · Roi blanc sur case blanche h1 | Roi noir sur case blanche g8 · Dame noire sur case blanche d7 · Pion noir sur case noire g7 · Pion noir sur case blanche h7 · Pion noir sur case blanche a6 · Fou noir sur case noire d6 · Pion noir sur case blanche e6 · Pion noir sur case blanche d5 · Tour noire sur case blanche f5 · Pion noir sur case noire b4 · Pion blanc sur case noire d4 · Pion noir sur case blanche e4 · Fou noir sur case blanche d3 · Dame blanche sur case noire e3 · Pion blanc sur case noire g3 · Pion blanc sur case blanche h3 · Pion blanc sur case blanche a2 · Pion blanc sur case noire b2 · Fou blanc sur case noire d2 · Tour noire sur case noire f2 · Fou blanc sur case blanche g2 · Cavalier blanc sur case blanche b1 · Tour blanche sur case noire e1 · Tour blanche sur case noire g1 · Roi blanc sur case blanche h1 | Roi noir sur case blanche g8 · Dame noire sur case blanche d7 · Pion noir sur case noire g7 · Pion noir sur case blanche h7 · Pion noir sur case blanche a6 · Fou noir sur case noire d6 · Pion noir sur case blanche e6 · Pion noir sur case blanche d5 · Tour noire sur case blanche f5 · Pion noir sur case noire b4 · Pion blanc sur case noire d4 · Pion noir sur case blanche e4 · Fou noir sur case blanche d3 · Dame blanche sur case noire e3 · Pion blanc sur case noire g3 · Pion blanc sur case blanche h3 · Pion blanc sur case blanche a2 · Pion blanc sur case noire b2 · Fou blanc sur case noire d2 · Tour noire sur case noire f2 · Fou blanc sur case blanche g2 · Cavalier blanc sur case blanche b1 · Tour blanche sur case noire e1 · Tour blanche sur case noire g1 · Roi blanc sur case blanche h1 | Roi noir sur case blanche g8 · Dame noire sur case blanche d7 · Pion noir sur case noire g7 · Pion noir sur case blanche h7 · Pion noir sur case blanche a6 · Fou noir sur case noire d6 · Pion noir sur case blanche e6 · Pion noir sur case blanche d5 · Tour noire sur case blanche f5 · Pion noir sur case noire b4 · Pion blanc sur case noire d4 · Pion noir sur case blanche e4 · Fou noir sur case blanche d3 · Dame blanche sur case noire e3 · Pion blanc sur case noire g3 · Pion blanc sur case blanche h3 · Pion blanc sur case blanche a2 · Pion blanc sur case noire b2 · Fou blanc sur case noire d2 · Tour noire sur case noire f2 · Fou blanc sur case blanche g2 · Cavalier blanc sur case blanche b1 · Tour blanche sur case noire e1 · Tour blanche sur case noire g1 · Roi blanc sur case blanche h1 | Roi noir sur case blanche g8 · Dame noire sur case blanche d7 · Pion noir sur case noire g7 · Pion noir sur case blanche h7 · Pion noir sur case blanche a6 · Fou noir sur case noire d6 · Pion noir sur case blanche e6 · Pion noir sur case blanche d5 · Tour noire sur case blanche f5 · Pion noir sur case noire b4 · Pion blanc sur case noire d4 · Pion noir sur case blanche e4 · Fou noir sur case blanche d3 · Dame blanche sur case noire e3 · Pion blanc sur case noire g3 · Pion blanc sur case blanche h3 · Pion blanc sur case blanche a2 · Pion blanc sur case noire b2 · Fou blanc sur case noire d2 · Tour noire sur case noire f2 · Fou blanc sur case blanche g2 · Cavalier blanc sur case blanche b1 · Tour blanche sur case noire e1 · Tour blanche sur case noire g1 · Roi blanc sur case blanche h1 | Roi noir sur case blanche g8 · Dame noire sur case blanche d7 · Pion noir sur case noire g7 · Pion noir sur case blanche h7 · Pion noir sur case blanche a6 · Fou noir sur case noire d6 · Pion noir sur case blanche e6 · Pion noir sur case blanche d5 · Tour noire sur case blanche f5 · Pion noir sur case noire b4 · Pion blanc sur case noire d4 · Pion noir sur case blanche e4 · Fou noir sur case blanche d3 · Dame blanche sur case noire e3 · Pion blanc sur case noire g3 · Pion blanc sur case blanche h3 · Pion blanc sur case blanche a2 · Pion blanc sur case noire b2 · Fou blanc sur case noire d2 · Tour noire sur case noire f2 · Fou blanc sur case blanche g2 · Cavalier blanc sur case blanche b1 · Tour blanche sur case noire e1 · Tour blanche sur case noire g1 · Roi blanc sur case blanche h1 | Roi noir sur case blanche g8 · Dame noire sur case blanche d7 · Pion noir sur case noire g7 · Pion noir sur case blanche h7 · Pion noir sur case blanche a6 · Fou noir sur case noire d6 · Pion noir sur case blanche e6 · Pion noir sur case blanche d5 · Tour noire sur case blanche f5 · Pion noir sur case noire b4 · Pion blanc sur case noire d4 · Pion noir sur case blanche e4 · Fou noir sur case blanche d3 · Dame blanche sur case noire e3 · Pion blanc sur case noire g3 · Pion blanc sur case blanche h3 · Pion blanc sur case blanche a2 · Pion blanc sur case noire b2 · Fou blanc sur case noire d2 · Tour noire sur case noire f2 · Fou blanc sur case blanche g2 · Cavalier blanc sur case blanche b1 · Tour blanche sur case noire e1 · Tour blanche sur case noire g1 · Roi blanc sur case blanche h1 | 2 |
| 1 | Roi noir sur case blanche g8 · Dame noire sur case blanche d7 · Pion noir sur case noire g7 · Pion noir sur case blanche h7 · Pion noir sur case blanche a6 · Fou noir sur case noire d6 · Pion noir sur case blanche e6 · Pion noir sur case blanche d5 · Tour noire sur case blanche f5 · Pion noir sur case noire b4 · Pion blanc sur case noire d4 · Pion noir sur case blanche e4 · Fou noir sur case blanche d3 · Dame blanche sur case noire e3 · Pion blanc sur case noire g3 · Pion blanc sur case blanche h3 · Pion blanc sur case blanche a2 · Pion blanc sur case noire b2 · Fou blanc sur case noire d2 · Tour noire sur case noire f2 · Fou blanc sur case blanche g2 · Cavalier blanc sur case blanche b1 · Tour blanche sur case noire e1 · Tour blanche sur case noire g1 · Roi blanc sur case blanche h1 | Roi noir sur case blanche g8 · Dame noire sur case blanche d7 · Pion noir sur case noire g7 · Pion noir sur case blanche h7 · Pion noir sur case blanche a6 · Fou noir sur case noire d6 · Pion noir sur case blanche e6 · Pion noir sur case blanche d5 · Tour noire sur case blanche f5 · Pion noir sur case noire b4 · Pion blanc sur case noire d4 · Pion noir sur case blanche e4 · Fou noir sur case blanche d3 · Dame blanche sur case noire e3 · Pion blanc sur case noire g3 · Pion blanc sur case blanche h3 · Pion blanc sur case blanche a2 · Pion blanc sur case noire b2 · Fou blanc sur case noire d2 · Tour noire sur case noire f2 · Fou blanc sur case blanche g2 · Cavalier blanc sur case blanche b1 · Tour blanche sur case noire e1 · Tour blanche sur case noire g1 · Roi blanc sur case blanche h1 | Roi noir sur case blanche g8 · Dame noire sur case blanche d7 · Pion noir sur case noire g7 · Pion noir sur case blanche h7 · Pion noir sur case blanche a6 · Fou noir sur case noire d6 · Pion noir sur case blanche e6 · Pion noir sur case blanche d5 · Tour noire sur case blanche f5 · Pion noir sur case noire b4 · Pion blanc sur case noire d4 · Pion noir sur case blanche e4 · Fou noir sur case blanche d3 · Dame blanche sur case noire e3 · Pion blanc sur case noire g3 · Pion blanc sur case blanche h3 · Pion blanc sur case blanche a2 · Pion blanc sur case noire b2 · Fou blanc sur case noire d2 · Tour noire sur case noire f2 · Fou blanc sur case blanche g2 · Cavalier blanc sur case blanche b1 · Tour blanche sur case noire e1 · Tour blanche sur case noire g1 · Roi blanc sur case blanche h1 | Roi noir sur case blanche g8 · Dame noire sur case blanche d7 · Pion noir sur case noire g7 · Pion noir sur case blanche h7 · Pion noir sur case blanche a6 · Fou noir sur case noire d6 · Pion noir sur case blanche e6 · Pion noir sur case blanche d5 · Tour noire sur case blanche f5 · Pion noir sur case noire b4 · Pion blanc sur case noire d4 · Pion noir sur case blanche e4 · Fou noir sur case blanche d3 · Dame blanche sur case noire e3 · Pion blanc sur case noire g3 · Pion blanc sur case blanche h3 · Pion blanc sur case blanche a2 · Pion blanc sur case noire b2 · Fou blanc sur case noire d2 · Tour noire sur case noire f2 · Fou blanc sur case blanche g2 · Cavalier blanc sur case blanche b1 · Tour blanche sur case noire e1 · Tour blanche sur case noire g1 · Roi blanc sur case blanche h1 | Roi noir sur case blanche g8 · Dame noire sur case blanche d7 · Pion noir sur case noire g7 · Pion noir sur case blanche h7 · Pion noir sur case blanche a6 · Fou noir sur case noire d6 · Pion noir sur case blanche e6 · Pion noir sur case blanche d5 · Tour noire sur case blanche f5 · Pion noir sur case noire b4 · Pion blanc sur case noire d4 · Pion noir sur case blanche e4 · Fou noir sur case blanche d3 · Dame blanche sur case noire e3 · Pion blanc sur case noire g3 · Pion blanc sur case blanche h3 · Pion blanc sur case blanche a2 · Pion blanc sur case noire b2 · Fou blanc sur case noire d2 · Tour noire sur case noire f2 · Fou blanc sur case blanche g2 · Cavalier blanc sur case blanche b1 · Tour blanche sur case noire e1 · Tour blanche sur case noire g1 · Roi blanc sur case blanche h1 | Roi noir sur case blanche g8 · Dame noire sur case blanche d7 · Pion noir sur case noire g7 · Pion noir sur case blanche h7 · Pion noir sur case blanche a6 · Fou noir sur case noire d6 · Pion noir sur case blanche e6 · Pion noir sur case blanche d5 · Tour noire sur case blanche f5 · Pion noir sur case noire b4 · Pion blanc sur case noire d4 · Pion noir sur case blanche e4 · Fou noir sur case blanche d3 · Dame blanche sur case noire e3 · Pion blanc sur case noire g3 · Pion blanc sur case blanche h3 · Pion blanc sur case blanche a2 · Pion blanc sur case noire b2 · Fou blanc sur case noire d2 · Tour noire sur case noire f2 · Fou blanc sur case blanche g2 · Cavalier blanc sur case blanche b1 · Tour blanche sur case noire e1 · Tour blanche sur case noire g1 · Roi blanc sur case blanche h1 | Roi noir sur case blanche g8 · Dame noire sur case blanche d7 · Pion noir sur case noire g7 · Pion noir sur case blanche h7 · Pion noir sur case blanche a6 · Fou noir sur case noire d6 · Pion noir sur case blanche e6 · Pion noir sur case blanche d5 · Tour noire sur case blanche f5 · Pion noir sur case noire b4 · Pion blanc sur case noire d4 · Pion noir sur case blanche e4 · Fou noir sur case blanche d3 · Dame blanche sur case noire e3 · Pion blanc sur case noire g3 · Pion blanc sur case blanche h3 · Pion blanc sur case blanche a2 · Pion blanc sur case noire b2 · Fou blanc sur case noire d2 · Tour noire sur case noire f2 · Fou blanc sur case blanche g2 · Cavalier blanc sur case blanche b1 · Tour blanche sur case noire e1 · Tour blanche sur case noire g1 · Roi blanc sur case blanche h1 | Roi noir sur case blanche g8 · Dame noire sur case blanche d7 · Pion noir sur case noire g7 · Pion noir sur case blanche h7 · Pion noir sur case blanche a6 · Fou noir sur case noire d6 · Pion noir sur case blanche e6 · Pion noir sur case blanche d5 · Tour noire sur case blanche f5 · Pion noir sur case noire b4 · Pion blanc sur case noire d4 · Pion noir sur case blanche e4 · Fou noir sur case blanche d3 · Dame blanche sur case noire e3 · Pion blanc sur case noire g3 · Pion blanc sur case blanche h3 · Pion blanc sur case blanche a2 · Pion blanc sur case noire b2 · Fou blanc sur case noire d2 · Tour noire sur case noire f2 · Fou blanc sur case blanche g2 · Cavalier blanc sur case blanche b1 · Tour blanche sur case noire e1 · Tour blanche sur case noire g1 · Roi blanc sur case blanche h1 | 1 |
|   | a | b | c | d | e | f | g | h |   |

Blancs : Sämisch, Noirs : Nimzowitsch.
1.d4 Cf6 2.c4 e6 3.Cf3 b6
Ces coups caractérisent la défense ouest-indienne, très moderne pour l'époque et caractéristique du jeu de Nimzowitsch.
4.g3 Fb7 5.Fg2 Fe7 6.Cc3 O-O 7.O-O d5 8.Ce5 c6 9.cxd5 cxd5 10.Ff4 a6
Fidèle à son système, Nimzowitsch accorde une importance particulière à la prophylaxie : contrer les menaces adverses, même si elles ne sont que latentes, avant d'en préparer soi-même.
11.Tc1 b5 12.Db3 Cc6 13.Cxc6 Fxc6 14.h3 Dd7 15.Rh2 Ch5!
À partir de ce stade de la partie, tous les coups de Nimzowitsch restreignent l'activité des pièces blanches, au point de les obliger à reculer jusqu'à la première rangée.
16.Fd2 f5 17.Dd1 b4 18 Cb1 Fb5 19 Tg1 Fd6 20 e4 fxe4!
Ce coup sacrifie un cavalier contre deux pions pour obtenir le contrôle de la septième traverse et une aile-dame de l'adversaire totalement désorganisée.
21.Dxh5 Txf2 22.Dg5 Taf8
L'idée du sacrifice est maintenant claire : les noirs doublent les tours sur la colonne f, ce qui leur donne un avantage bien plus important que le petit déficit de matériel qu'ils ont concédé.
23.Rh1 T8f5 24.De3 Fd3
Ce coup enlève la case c2 à la tour et b3 à la dame. Maintenant, les noirs menacent de gagner la dame par Te2, ce qui force le coup blanc suivant.
25.Tce1 (diagramme)
25…h6 0-1
Dans la position finale, Sämisch ne dispose d'aucun coup évitant une perte rapide de matériel.

## Histoire
D'après l'historien des échecs Edward Winter, cette partie passe inaperçue lors du tournoi de Copenhague. Richard Teichmann l'inclut dans le livre du tournoi, mais sans la faire sortir du lot. Il était courant à cette époque de décerner des prix aux plus belles parties, mais celle-ci n'en remporte aucun. C'est Nimzowitsch qui fait connaître sa propre partie, via un article dans le Wiener Schachzeitung en 1925, puis, la même année, son premier livre Die Blockade. Il s'y décerne lui-même des doubles points d'exclamation et des commentaires élogieux et trouve le nom Immortelle du Zugzwang. C'est à partir de là que les autres journalistes et commentateurs échiquéens reprennent la partie sous ce nom.

## Critiques concernant le terme Zugzwang
Le terme de zugzwang était, à cette époque, assez flou. Selon les critères stricts retenus par des auteurs comme Andrew Soltis
et Wolfgang Heindenfeld, lorsqu'un joueur est en zugzwang, il est forcé de jouer un coup immédiatement perdant. Ici, Sämisch pouvait rendre du matériel et garder une position, certes très inférieure, mais pas encore totalement désespérée.